# Vovkivka, Mîhailivka
Vovkivka (în ucraineană Вовківка) este un sat în așezarea urbană Mîhailivka din raionul Mîhailivka, regiunea Zaporijjea, Ucraina.

## Demografie
Componența lingvistică a localității Vovkivka
     Ucraineană (91,24%)
     Rusă (8,76%)
Conform recensământului din 2001, majoritatea populației localității Vovkivka era vorbitoare de ucraineană (91,24%), existând în minoritate și vorbitori de rusă (8,76%).